# Stenorrhoe longipennis
Stenorrhoe longipennis är en fjärilsart som beskrevs av W. Warren 1900. Stenorrhoe longipennis ingår i släktet Stenorrhoe och familjen mätare. Inga underarter finns listade i Catalogue of Life.